# Veka
Veka ist ein Ort in der Gemeinde Falkenberg der schwedischem Provinz Hallands län beziehungsweise der historischen Provinz (landskap) Halland.
Der Ort liegt etwa acht Kilometer südöstlich des Zentrums von Falkenberg unweit der Mündung des Flusses Suseån in das Kattegat. Zusammen mit dem nordwestlich faktisch unmittelbar anschließenden, auf einem Hügel gelegenen Grimsholmen ist er vom Statistiska centralbyrån als Småort Veka och Grimsholmen ausgewiesen.